# Gare de Nouzonville
Gare de Nouzonville vasútállomás Franciaországban, Nouzonville településen.

## Vasútvonalak
Az állomást az alábbi vasútvonalak érintik:
- Soissons-Givet-vasútvonal

## Kapcsolódó állomások
A vasútállomáshoz az alábbi állomások vannak a legközelebb:
- Gare de Charleville-Mézières
- Gare de Joigny-sur-Meuse